# Chapelle Sainte-Ursule de Beaubec-la-Rosière
La chapelle Sainte-Ursule est une chapelle catholique située à Beaubec-la-Rosière, en France.

## Localisation
L'église est située à Beaubec-la-Rosière, commune du département français de la Seine-Maritime.

## Historique
La construction de l'édifice est datée du XIIIe siècle.
La chapelle est l'« un des seuls vestiges » de l'abbaye de Beaubec-la-Rosière. L'abbaye est vendue comme bien national et à peu près complètement détruite. 
L'édifice est inscrit au titre des monuments historiques par arrêté du 24 novembre 1926.